# Rho Capricorni
Rho Capricorni (ρ Cap / 11 Capricorni) es una estrella de magnitud aparente +4,81 en la constelación de Capricornio.
Sin nombre propio habitual, a veces se la conoce como Bos, «buey» o «vaca» en latín.
Se encuentra a 99 años luz de distancia del sistema solar.
Rho Capricorni es una estrella binaria cuya componente principal es una estrella de la secuencia principal —antes catalogada como subgigante— de tipo espectral F3V y magnitud +5,01.
Tiene una temperatura efectiva de 6741 - 6763 K y su masa estimada es un 32% mayor que la masa solar.
Gira sobre sí misma con una velocidad de rotación igual o superior a 87,7 km/s.
En cuanto a la componente secundaria, sólo se conoce su magnitud, +7,06.
Las dos componentes han sido resueltas mediante interferometría de moteado, siendo la separación visual entre ellas de 1,163 segundos de arco, lo que se traduce en una separación entre ellas de, al menos, 33 UA.
El sistema tiene una metalicidad —abundancia relativa de elementos más pesados que el helio en una estrella— ligeramente inferior a la solar ([Fe/H] = -0,06) y una edad estimada de 1500 millones de años.
No se ha detectado exceso en el infrarrojo ni a 24 μm ni a 70 μm, lo que en principio descarta la presencia de un disco de polvo a su alrededor.
Rho Capricorni forma parte de la corriente de estrellas de la asociación estelar de la Osa Mayor, que incluye, entre otras estrellas, a 78 Ursae Majoris, ξ Bootis y 45 Bootis, todas ellas de características semejantes a Rho Capricorni.